# Ишъюган
Ишъюган (Иш-Юган) — река в России, протекает по Ханты-Мансийскому АО. Устье реки находится в 39 км по левому берегу реки Амня. Длина реки составляет 111 км, площадь водосборного бассейна 1160 км².

## Притоки
- В 12 км от устья, по левому берегу реки впадает река Хоптыёгарт.
- В 29 км от устья, по правому берегу реки впадает река Сорумпохтъюган.
- Воятсоим (лв)
- Ун-Войвохломсоим (лв)
- В 85 км от устья, по правому берегу реки впадает река Карыпсанъюган
- В 90 км от устья, по левому берегу реки впадает река Унсоим.

## Данные водного реестра
По данным государственного водного реестра России относится к Нижнеобскому бассейновому округу, водохозяйственный участок реки — Обь от впадения Иртыша до впадения реки Северная Сосьва, речной подбассейн реки — бассейны притока Оби от Иртыша до впадения Северной Сосьвы. Речной бассейн реки — (Нижняя) Обь от впадения Иртыша.
Код объекта в государственном водном реестре — 15020100112115300021521.